# Med Jesus fram i de bästa åren
Med Jesus fram i de bästa åren är en psalmtext skriven av Johan Alfred Eklund och uppläst efter högmässopredikan på studentmötet i Huskvarna 1909.

## Publicerad som
- Nr 531 i 1937 års psalmbok under rubriken "Ungdom".
- Nr 283 i Den svenska psalmboken 1986 under rubriken "Efterföljd - helgelse".
- Nr 422 i Svensk psalmbok för den evangelisk-lutherska kyrkan i Finland (1986) under rubriken "Kallelse och efterföljd"